# Fosas comunes de Parasimón
Las fosas de Parasimón son un conjunto de dos fosas comunes situadas en el puerto de Pajares, en el concejo de Lena (Asturias, España). Figuran con el número 139/2009 ASTU en el registro de fosas comunes del Ministerio de Justicia, y albergan un total de 22 cuerpos.

## Historia
Según el testimonio que dio el vecino Celesto García en 2010, a finales de 1937, ya concluida la guerra en Asturias, y teniendo él 16 años, oyó unos disparos cuando iba a recoger leña. Al acercarse sigilosamente a una cuadra de la zona de Parasimón, lugar de donde provenían los disparos, vio un grupo de diez cuerpos y otro de doce, hombres jóvenes que habían sido atados de pies y manos antes de ser fusilados. Pudo ver cómo los asesinos desfiguraron los rostros de sus víctimas con armas blancas para dificultar su reconocimiento, hecho lo cual despejaron el sitio. Celesto bajó rápidamente a Pajares y contó al maestro lo que había visto. Este a su vez reunió a varios hombres, y se fueron al lugar de los crímenes y abrieron dos fosas en las que sepultaron los cuerpos, cada grupo en una fosa. Tiempo después, se plantaron unos pinos para señalar la ubicación de las fosas.

## Recuperación de la memoria histórica
Familiares de Luis Cienfuegos Suárez, uno de los represaliados, se movilizaron a partir de 2010 con el fin de averiguar su paradero. En 2010 presentaron una demanda en el juzgado de Lena por crímenes de lesa humanidad, que no prosperó al considerarse que los crímenes habían prescrito con la ley de amnistía de 1977. También incluyeron el caso en la querella argentina interpuesta por María Romilda Servini contra los crímenes del franquismo.
En mayo de 2014, los arqueólogos Antxoka Martínez y Ketxu Torres rastrearon la zona con un magnetómetro, hallando 40 casquillos de bala atribuibles a fusiles Mauser. Entre mayo y junio, realizaron una nueva batida con un georradar y con el apoyo de ingenieros de minas de Mieres que permitió delimitar dos zonas correspondientes a las dos fosas. En septiembre del mismo año, descubrieron los huesos correspondientes a una de las fosas. Sin embargo, la falta de fondos paralizó la investigación. En abril de 2018, la familia de Luis Cienfuegos lanzó una campaña de micromecenazgo, cuyo éxito permitió seguir financiando los trabajos de excavación. En junio, se hallaron los restos de doce personas en la primera fosa excavada. En la otra fosa, de más difícil acceso, a junio de 2018,[actualizar] no se han realizado excavaciones.